# Якшто, Ярослав
Ярослав Якшто (лит. Jaroslavas Jakšto; род. 7 августа 1980, Вильнюс, Литовская ССР, СССР) — литовский боксёр-любитель. Участник Олимпийских игр 2004 и 2008 годов, призёр чемпионата Европы 2004 года, многократный призёр международного чемпионата по боксу среди военных (Международный совет военного спорта (CISM)).